# لوسي ماكنزي
لوسي ماكنزي (بالإنجليزية: Lucy McKenzie)‏ هي رسامة بريطانية، ولدت في 1977 في غلاسكو في المملكة المتحدة.

## وصلات خارجية
- الموقع الرسمي